# Kurt Lieck
Kurt Lieck (16 de febrero de 1899 - 19 de diciembre de 1976) fue un actor, locutor, director y escritor de nacionalidad alemana.

## Biografía
Su nombre completo era Kurt Edgar Franz Lieck, y nació en Charlottenburg, Alemania, siendo sus padres el artista Josef Lieck y su esposa, Margarethe Stuertz (1873 - 1936). Tuvo tres hermanos:
- Ernst Lieck (nacido en 1898 en Berlín, fallecido en 1923 en Berlín), artista industrial
- Walter Lieck (nacido en 1906 en Berlín y fallecida en 1944 en la misma ciudad), artista de cabaret, actor y guionista
- Grita Lieck (nacida en 1910 en Berlín y fallecida en 1981 en Ratzeburg), empleada

Tras completar su educación tomó clases de actuación en el Deutsches Theater de Berlín. Sus primeros compromisos como actor le llevaron a Leipzig, Düsseldorf y Karlsruhe. Posteriormente trabajó en el Teatro de Cámara de Múnich y en el Schauspielhaus de Viena, así como en Mannheim y en Baden-Baden, ciudad en la cual Lieck fue director.
Entre las obras en las cuales actuó sobre el escenario figuran Kabale und Liebe (de Friedrich Schiller), El gran teatro del mundo (de Pedro Calderón de la Barca), Dantons Tod (de Georg Büchner), Peer Gynt (de Henrik Ibsen), Urfaust (de Johann Wolfgang von Goethe) y Los bandidos (de Friedrich Schiller).
Lieck actuó pocas veces ante las cámaras, siendo uno de los telefilmes en los cuales participó Ein Traumspiel (1959), basado en la obra de August Strindberg, y en el que actuaban Inge Langen, Helmut Peine y Tilla Durieux. En la radio pudo ser escuchado en innumerables producciones, siendo uno de los locutores radiofónicos más habituales de la República Federal de Alemania. Su papel radiofónico más conocido fue el de Sir Graham Forbes en diez de las doce emisiones de la serie dedicada a Paul Temple, detective creado por Francis Durbridge, y que se radiaron por la Nordwestdeutscher Rundfunk y la Westdeutscher Rundfunk entre 1949 y 1968. En Paul Temple und der Fall Genf sustituyó su papel habitual por el del detective suizo Monsieur Walter Neider. En la serie trabajó junto a René Deltgen, Annemarie Cordes, Herbert Hennies, Heinz Schimmelpfennig y Peter René Körner.
Otras emisiones relevantes en las que actuó fueron Glocken des Todes (1964, de Ernst Hall, con Hermann Lenschau y Alwin Joachim Meyer), Der Schatz im Silbersee (1955, de Karl May, con Heinz Schimmelpfennig y Herbert Steinmetz),  Winnetou (1956, con Hansjörg Felmy), Old Surehand (1958, con Heinz Klingenberg y Werner Rundshagen), Durch die Wüste (1964, de Karl May, con Paul Klinger, Heinz Schacht y Heinz von Cleve), y Wirklich schade um Fred (1965, de James Saunders, con Edith Schultze-Westrum). 
De su primer matrimonio (celebrado el 2 de julio de 1932 en Mannheim) con Irmtraut Raschka (nacida el 14 de agosto de 1905 en Mautern an der Donau, siendo el año de su muerte desconocido) tuvo un hijo, Peter Lieck, nacido en 1935, que al igual que su padre fue actor y locutor. Su segundo matrimonio fue con Gerda Elisabeth Hübner (1911 – 1 de octubre de 1976, en Remagen), y la pareja tuvo una hija, Maria Lieck, nacida en 1950. 
Kurt Lieck falleció en Remagen, Alemania, dos meses después que su esposa.

## Filmografía
- 1956 : Das salomonische Frühstück (TV), de Karl Peter Biltz
- 1958 : Menschen im Werk (TV), de Gerhard Lamprecht
- 1959 : Ein Traumspiel (TV), de Wilhelm Semmelroth
- 1961 : 100.000 Dollar Belohnung (TV), de Heinz Wilhelm Schwarz
- 1961 : Der entscheidende Augenblick (TV), de Imo Moszkowicz

## Radio (selección)
- 1948 : Das Geheimnis des Pater Brown, episodio Der rote Mond von Meru, dirección de Eduard Hermann
- 1949 : Das vergessene Ich, dirección de Ludwig Cremer
- 1949 : Der arme Heinrich, de Gerhart Hauptmann, dirección de Wilhelm Semmelroth
- 1950 : Die Vernehmung des Judas Ischariotes, dirección de Wilhelm Semmelroth
- 1951 : Der Hauptmann von Köpenick, dirección de Karl Peter Biltz
- 1951 : Das große Netz, dirección de Gert Westphal
- 1951 : Fünfundzwanzig Uhr, dirección de Gert Westphal
- 1951 : An der Mosel auf den blauen Schieferleyen, dirección de Raoul Wolfgang Schnell
- 1951 : Paul Temple und der Fall Curzon, dirección de Eduard Hermann
- 1952 : Jeden Morgen wird es morgen, dirección de Eduard Hermann
- 1953 : Paul Temple und der Fall Vandyke, dirección de Eduard Hermann
- 1953 : Sie klopfen noch immer, dirección de Eduard Hermann
- 1953 : Der gerechte Herr Boll, dirección de Alois Garg
- 1954 : Der Klassenaufsatz, dirección de Gert Westphal
- 1954 : Robinson soll nicht sterben, de Friedrich Forster, dirección de Kurt Meister
- 1954 : Paul Temple und der Fall Jonathan, dirección de Eduard Hermann
- 1955 : Paul Temple und der Fall Madison, dirección de Eduard Hermann
- 1955 : Der Schatz im Silbersee, dirección de Kurt Meister
- 1955 : Der Patriot, dirección de Gert Westphal
- 1955 : Die Stimme hinter dem Vorhang, de Gottfried Benn, dirección de Gert Westphal
- 1956 : Winnetou, dirección de Kurt Meister
- 1956 : So weit die Füße tragen, dirección de Franz Zimmermann
- 1956 : Anwalt Gordon Grantley plaudert aus seiner Praxis, dirección de Kurt Meister
- 1957 : Paul Temple und der Fall Gilbert, dirección de Eduard Hermann
- 1957 : Ein Herz voller Liebe, dirección de Wilhelm Semmelroth
- 1957 : Dantons Tod, dirección de Otto Kurth
- 1957 : Es geschah in ... England, episodio Nicht leicht, ein Narr zu sein, dirección de Otto Kurth
- 1958 : Paul Temple und der Fall Lawrence, dirección de Eduard Hermann
- 1958 : Old Surehand, dirección de Kurt Meister
- 1958 : Aktion ohne Fahnen, dirección de Fritz Schröder-Jahn
- 1958 : Es geschah in ... Bayern, episodio Ärger mit Jenny, dirección de Raoul Wolfgang Schnell
- 1959 : Paul Temple und der Fall Spencer, dirección de Eduard Hermann
- 1959 : Es geschah in... Schweden, episodio Schall und Rauch, dirección de Heinz Dieter Köhler
- 1960 : Maigret und der gelbe Hund, dirección de Gert Westphal
- 1960 : Es geschah in ... Nordamerika, episodio Sylvia und die Maus, dirección de Edward Rothe
- 1960 : Vor Sonnenuntergang, de Gerhart Hauptmann, dirección de Walter Knaus
- 1960 : Die Galoschen des Unglücks, dirección de Raoul Wolfgang Schnell
- 1960 : Es geschah in ... Hongkong, episodio Schwarzflug nach China, dirección de Raoul Wolfgang Schnell
- 1960 : Von Ratten und Evangelisten, dirección de Martin Walser
- 1960 : Die Legende vom heiligen Trinker, dirección de Raoul Wolfgang Schnell
- 1960 : Es geschah in ... Amerika, episodio Der Nixomat, dirección de Raoul Wolfgang Schnell
- 1961 : Paul Temple und der Fall Conrad, dirección de Eduard Hermann
- 1962 : Paul Temple und der Fall Margo, dirección de Eduard Hermann
- 1962 : Onkelschens Traum, de Fiódor Dostoyévski, dirección de Walter Knaus
- 1962 : Rashomon, dirección de Peter Schulze-Rohr
- 1962 : Hier darf nur geflogen werden, dirección de Cläre Schimmel
- 1963 : Mein Flug über den Ozean, de Charles Lindbergh, dirección de Heinz Dieter Köhler
- 1963 : Die Probe, dirección de Gerhard F. Hering
- 1964 : Durch die Wüste, dirección de Manfred Brückner
- 1964 : Glocken des Todes, dirección de Rolf von Goth
- 1965 : Unwiederbringlich, de Theodor Fontane, dirección de Heinz Wilhelm Schwarz
- 1965 : Wirklich schade um Fred, dirección de Oswald Döpke
- 1965 : Der göttliche Aretino, dirección de Otto Kurth
- 1966 : Paul Temple und der Fall Genf, dirección de Otto Düben
- 1966 : Ein Fall für Perry Clifton: Das Geheimnis der weißen Raben, dirección de Heinz Dieter Köhler
- 1966 : Feuer für eine Zigarette, dirección de Curt Goetz-Pflug
- 1966 : Trents letzter Fall, dirección de Hans Gerd Krogmann
- 1967 : Requiem für Josephine, dirección de Heinz Dieter Köhler
- 1967 : Der große Unbekannte, dirección de Hermann Pfeiffer
- 1967 : Manfred, de Lord Byron, dirección de Heinz Wilhelm Schwarz
- 1968 : Paul Temple und der Fall Alex, dirección de Otto Düben
- 1968 : Erste Hilfe, dirección de Otto Düben
- 1968 : Die Freunde, dirección de Günther Sauer
- 1968 : Parmenion, dirección de Günther Sauer
- 1968 : Sie werden mir zum Rätsel, mein Vater, dirección de Klaus Schöning
- 1968 : Die Rosenbergs dürfen nicht sterben, dirección de Friedhelm Ortmann
- 1968 : Flucht zu den Sternen, dirección de Heinz Dieter Köhler
- 1968 : Die Quadratur des Eies, dirección de Otto Düben
- 1969 : Die Verfolgung und Ermordung Jean Paul Marats dargestellt durch die Schauspielgruppe des Hospizes zu Charenton unter Anleitung des Herrn de Sade, dirección de Bernhard Rübenach
- 1969 : Selbst wenn wir schweigen sollten, dirección de Friedhelm Ortmann
- 1969 : Der Gouverneur ist zu perfekt, de Isaac Asimov, dirección de Andreas Weber-Schäfer
- 1969 : Unterwegs, dirección de Gert Westphal
- 1969 : Der Langweiler, dirección de Otto Düben
- 1970 : Der Märtyrer, dirección de Andreas Weber-Schäfer
- 1971 : Mr. und Mrs. Squirrel, dirección de Friedhelm Ortmann
- 1971 : Abflug, dirección de Otto Kurth
- 1973 : Prognose für den Nachmittag, dirección de Raoul Wolfgang Schnell
- 1973 : Zielscheibe, dirección de Hermann Nader
- 1976 : Die Berührung des roten Planeten, dirección de Friedrich Scholz
- 1976 : Die Wölfin, nach Jean Chatenet, dirección de Raoul Wolfgang Schnell
- 1977 : Professor Tarantogas Sprechstunde, de Stanisław Lem, dirección de Dieter Hasselblatt

### Grabación
- 1976 : El viento en los sauces (disco en vinilo)